# Otto Maas
Otto Maas (ur. 1871, zm. 1942?) – niemiecki lekarz neurolog. W 1898 roku otrzymał tytuł doktora medycyny w Strasburgu. Od 1910 roku do 1932 był dyrektorem kliniki w Berlin-Buch. Razem z żoną Hilde prowadził też prywatną praktykę w Berlinie-Westen. Był asystentem Hermanna Oppenheima, współpracował z Hugonem Liepmannem, Oskarem i Cecile Vogtami. Według części źródeł emigrował do Palestyny; według innych, zginął w obozie koncentracyjnym nieopodal Mińska około 1942 roku.

## Wybrane prace
- Ueber die Pigmentierungen der Leber, besonders über die Hæmochromatose. Strassburg, 1898

- Beitrag zur Kenntnis hysterischer Sprachstörungen. Berliner klinische Wochenschrift 48 (1905)
- Ein Fall von linksseitiger Apraxie und Agraphie. Neurologisches Centralblatt 17, ss. 789-792 i 26, ss. 789-792 (1907)